# كارستن في. ينسن
كارستن في. ينسن (بالدنماركية: Carsten V. Jensen)‏ هو لاعب كرة قدم ومدرب كرة قدم دنماركي في مركز الوسط، ولد في 28 فبراير 1963 في كوبنهاغن في الدنمارك. لعب مع نادي بروندبي ونادي بولدكلوبين 1903 ونادي كوبنهاغن ونادي نايستفيد ونادي هرفوليه.